# Lessosawodsk
Lessosawodsk (russisch Лесозаводск) ist eine Stadt in der Region Primorje (Russland) mit 35.433 Einwohnern (Stand 1. Oktober 2021).

## Geographie

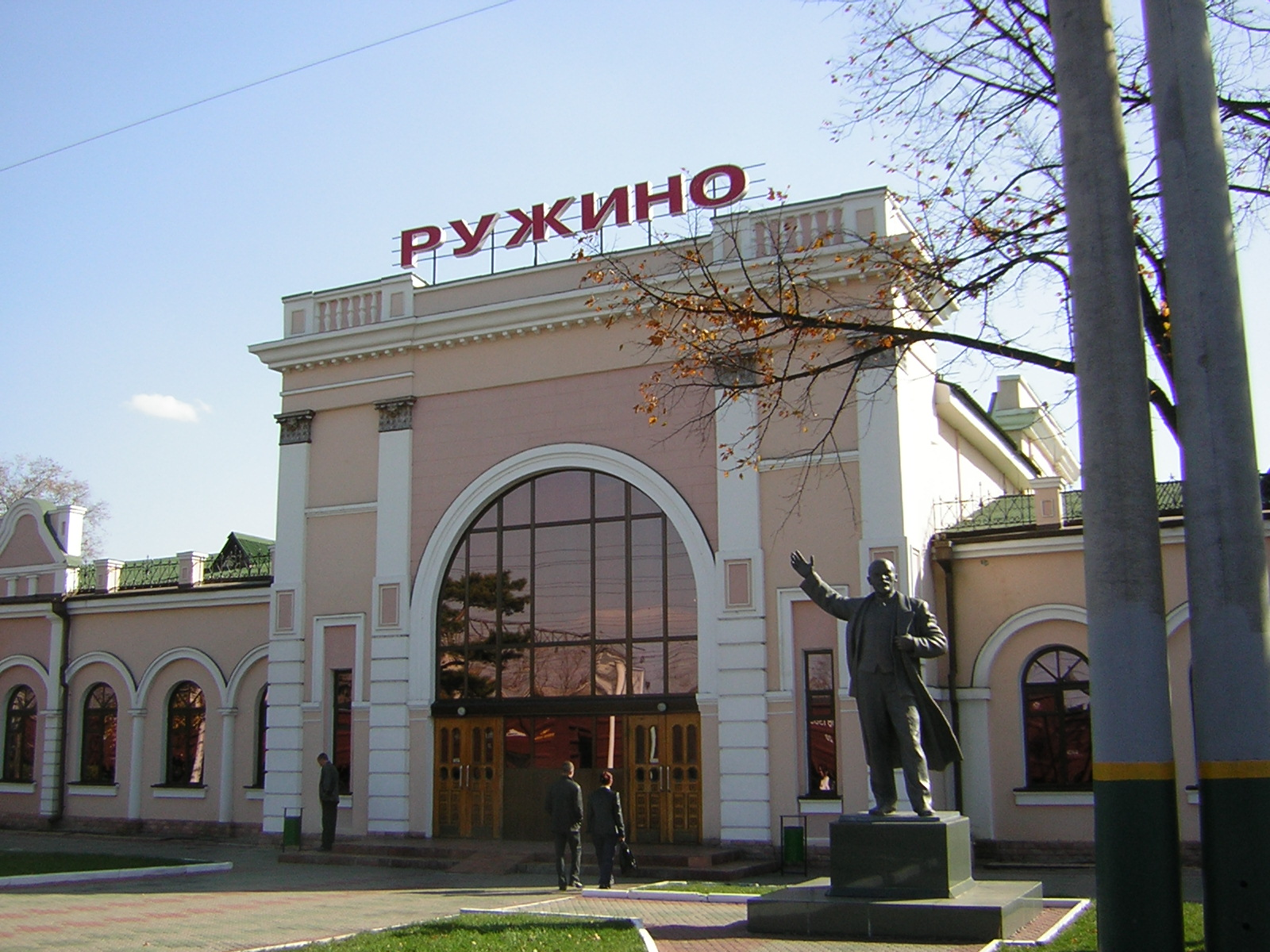
Bahnhofsgebäude Ruschino in Lessosawodsk

Die Stadt liegt in der Ussuriniederung etwa 300 km nördlich der Regionshauptstadt Wladiwostok am Fluss Ussuri, einem rechten Nebenfluss des Amur, nur gut 10 Kilometer von der chinesischen Grenze entfernt.
Die Stadt Lessosawodsk ist der Region administrativ direkt unterstellt und zugleich Verwaltungszentrum des gleichnamigen Rajons (seit 1992 stehen Stadt und Rajon unter gemeinsamer Verwaltung).
Lessosawodsk besitzt einen Bahnhof an der Transsibirischen Eisenbahn (Stationsname Ruschino, Streckenkilometer 8934 ab Moskau). Die Fernstraße A370 „Ussuri“ Chabarowsk – Wladiwostok führt etwa 10 Kilometer östlich der Stadt vorbei.

## Geschichte
1924 wurde in der Nähe eines früher dem Kaufmann Borodin gehörenden Sägewerkes mit der Errichtung eines neuen Werkes begonnen; die zugehörige Siedlung wurde Dalles genannt (russisch Дальлес, von dalni für fern in Bezug auf den Fernen Osten Russlands, les für Wald). 1932 erfolgte der Zusammenschluss mit der Siedlung Nowostroika (russisch für Neubau) zur Siedlung städtischen Typs Lessosawodsk (russisch sawod für Werk). 1938 wurde das Stadtrecht verliehen.

### Bevölkerungsentwicklung
| Jahr | Einwohner |
| ---- | --------- |
| 1939 | 24.078    |
| 1959 | 32.124    |
| 1970 | 34.957    |
| 1979 | 38.790    |
| 1989 | 44.065    |
| 2002 | 42.185    |
| 2010 | 37.034    |
| 2021 | 35.433    |

Anmerkung: Volkszählungsdaten

## Kultur und Sehenswürdigkeiten
In Lessosawodsk gibt es ein Museum zur Stadtgeschichte.
25 Kilometer südlich von Lessosawodsk liegt der Schmakowka (Gornyje Kljutschi), einer der wichtigsten Kurorte des Fernen Ostens Russlands.

## Wirtschaft
Hauptwirtschaftszweig ist die Holzindustrie, daneben gibt es Betriebe der Leicht- und Lebensmittelindustrie.

## Persönlichkeiten
- Sergei Tereschtschenko (1951–2023), kasachischer Politiker, erster Premierminister Kasachstans